# Bièmnides
Els bièmnides (Biemnida) són un ordre de demosponges de la subclasse Heteroscleromorpha.

## Famílies
L'ordre Biemnida inclou 106 espècies repartides en dues famílies:
- Família Biemnidae Hentschel, 1923
- Família Rhabderemiidae Topsent, 1928